# Calliptamus siciliae
Calliptamus siciliae is een rechtvleugelig insect uit de familie veldsprinkhanen (Acrididae). De wetenschappelijke naam van deze soort is voor het eerst geldig gepubliceerd in 1927 door Ramme.
1. ↑  (en) Calliptamus siciliae op de IUCN Red List of Threatened Species.